# Taenaris weylandensis
Taenaris weylandensis är en fjärilsart som beskrevs av James John Joicey och Talbot 1922. Taenaris weylandensis ingår i släktet Taenaris och familjen praktfjärilar. Inga underarter finns listade i Catalogue of Life.